# 満員御礼!三波伸介一座
『満員御礼!三波伸介一座』（まんいんおんれい みなみしんすけいちざ）は、1979年4月5日から同年6月21日までフジテレビ系列局で放送されていたフジテレビ製作のコメディ番組である。全8回。放送時間は毎週木曜 20:00 - 20:54 （日本標準時）。

## 概要
三波伸介を座長に、さまざまなコメディアンや俳優たちが浅草公会堂から送る髷物公開コメディ。かつてTBS系列局で放送されていた『てなもんや三度笠』（朝日放送製作）などを担当した澤田隆治が演出に携わっていた。
内容は江戸を舞台に、三波扮する「杭伸坊」（くいしんぼう）という五目山大盛寺の坊主が様々な珍事件に遭遇するというもの。

## 出演者
- 杭伸坊：三波伸介
- 海老三：由利徹
- 鶴姫：西川峰子（後の仁支川峰子）
- お銀：沢田雅美
- 勘八郎  : 佐々十郎
- 頓喝和尚 : 曾我廼家明蝶
- コント太平洋
- 鮫之丞 :  坊屋三郎
- 夏木マリ
- 芦屋雁之助
- 珍竹林 : 芦屋雁平
- 鯉之助 : 林与一
- トニー谷
- ほか

## サブタイトル
1. 江戸の春・八百八町大爆笑
2. おぼろ月・お姫様物語
3. 美人尼寺の秘密
4. ズブ濡れ水芸殺人事件
5. 水戸黄門の必殺関所破り
6. 魅せられて！大奥㊙真昼の真実
7. 真夏の夜！燃えろいい女!!
8. ミスター・BOO！タイフーンインジャパン

## 参考資料
- 朝日新聞縮刷版[どれ?]
- 笑伝・三波伸介 びっくりしたなあ、もう（西条昇著、風塵社、1999年12月、ISBN 4-938733-76-5）[要ページ番号]